# Calligra Stage
Calligra Stage (precedentemente KPresenter) è un programma per la creazione di presentazioni multimediali che fa parte del progetto Calligra Suite, (precedentemente KOffice), una suite di software di produttività personale originariamente progettata per il desktop environment KDE, divenuta multipiattaforma grazie al porting sulle librerie Qt4.
Il formato nativo di Calligra Stage, a partire dalla versione 1.5, è diventato OpenDocument, mentre fino alla versione 1.4 è un particolare XML (compresso con ZIP). Calligra Stage è anche capace di caricare presentazioni di Microsoft PowerPoint, Magicpoint, OpenOffice.org e LibreOffice.
Con Calligra Stage si possono predisporre set di slide per l'uso in presentazioni o per la stampa. Le slide possono includere testi e grafica in vari formati ed incorporare ogni tipo di oggetti.

## Funzionalità
Le funzionalità includono:
- supporto per i formati standard OASIS OpenDocument;
- inserimento e modifiche testi (rich text) con punti di riferimento/aggancio;
- indentazione (margini, riferimenti lineari e angolari), spaziature, colori, caratteri;
- incorporazione/fissaggio immagini e clip-art (.wmf files);
- inserimento auto-form;
- impostazioni proprietà di molti tipi di oggetti (background, molti tipi di gradienti, pennini, riflessi, rotazioni);
- uso degli oggetti (ridimensionamento, spostamento, rivestimento, incrementi);
- raggruppamento/disaggregazione oggetti;
- testate e piè di pagina;
- avanzato sistema di undo/redo;
- impostazioni degli sfondi (colori, gradienti, immagini, clip-art);
- attribuzione effetti agli oggetti animati e definizione effetti di cambio slide;
- riproduzione a video delle presentazioni con gli effetti;
- stampe PostScript;
- creazione sequenza immagini HTML con pochi click del mouse;
- modelli (predefiniti e definiti dagli utenti);
- XML come formato dei documenti;
- visualizzazione struttura delle presentazioni.